# Flacourtia indica
Il prugnolo malgascio (Flacourtia indica (Burm.f.) Merr., 1917) è una pianta della famiglia delle Salicacee (in precedenza assegnata dal Sistema Cronquist alle Flacourtiaceae) diffusa in Africa e nelle zone meridionali dell'Asia. I frutti sono rotondi e diventano rossi a maturazione, i semi della pianta vengono dispersi dagli uccelli che se ne cibano.